# The Killing (seizoen 2)
Dit artikel vat het tweede seizoen van The Killing samen. In de Verenigde Staten liep dit seizoen van 1 april 2012 tot 17 juni 2012 en bevatte dertien afleveringen. 

## Rolverdeling

### Hoofdrollen
- Mireille Enos - rechercheur Sarah Linden
- Joel Kinnaman - rechercheur Stephen Holder
- Billy Campbell - Darren Richmond
- Michelle Forbes - Mitch Larsen
- Brent Sexton - Stan Larsen
- Kristin Lehman - Gwen Eaton
- Eric Ladin - Jamie Wright
- Jamie Anne Allman - Terry Marek

### Terugkerende rollen
- Liam James - Jack Linden
- Evan Bird - Tom Larsen
- Seth Isaac Johnson - Denny Larsen
- Katie Findlay - Rosie Larsen
- Tom Butler - burgemeester Lesley Adams
- Annie Corley - Regi Darnell
- Garry Chalk - hoofdinspecteur Michael Oakes
- Mark Moses - hoofdinspecteur Erik Carlson
- Colin Lawrence - Benjamin Abani
- Claudia Ferri - Nicole Jackson
- Brian Markinson - Gil Sloane
- Patti Kim - Roberta Drays
- Barclay Hope -  Michael Ames
- Don Thompson - Janek Kovarsky

## Afleveringen
| Nr. | Aflevering | Titel               | Regisseur         | Schrijver(s)                 | Selectie gastrollen | Uitzenddatum  |  |
| --- | ---------- | ------------------- | ----------------- | ---------------------------- | --- | ------------- |  |
| 14 | 1          | Reflections         | Agnieszka Holland | Veena Sud                    | Andrew Airlie - dr. Andrew Madigan Randal Edwards - Ray Patti Allan - Bev Royce Teryl Rothery - Kathy Travers Brendan Sexton III - Belko Royce           | 1 april 2012  |  |
| Sarah ontdekt dat haar partner Stephen een belangrijk bewijsstuk heeft vervalst, wat in de arrestatie van Darren resulteerde. Ze voelt zich nu genoodzaakt om haar vertrek naar haar verloofde alsnog weer uit te stellen. Sarah vertelt haar bevindingen aan haar baas, en hij geeft haar toestemming om het moordonderzoek voort te zetten. Zij begint nu te denken dat er een grote samenzwering aan de top plaatsvindt die het onderzoek wil dwarsbomen. Darren wordt na de schietpartij op hem levensgevaarlijk gewond naar het ziekenhuis gebracht, waar hij in een coma raakt. Zijn stafleden Jamie en Gwen waken aan zijn bed waar zij wachten op nieuws van zijn behandelde arts, en ondertussen proberen zij in contact te komen met de zus van Darren. Stephen beseft dat hij het verbruid heeft bij Sarah, al weet hij niet wat er allemaal aan de hand is. De politie arresteert Belko, de schutter op Darren en werknemer van Stan Larsen. Tijdens zijn verblijf op het politiebureau slaan de stoppen bij hem door, en pakt een wapen af bij een agent waarmee hij zelfmoord pleegt. Stan ontdekt thuis dat zijn vrouw Mitch hem verlaten heeft, en vraagt Terry bij hem te blijven om in zijn huis te helpen. Hij krijgt dan, tot zijn grote ontsteltenis, van Sarah te horen dat Darren onschuldig is en op vrije voeten is gesteld.                              |            |                     |                   |                              | |               |  |
| 15 | 2          | My Lucky Day        | Dan Attias        | Dawn Prestwich Nicole Yorkin | Sofie Gråbøl - D.A. Christina Nielsen Andrew Airlie - dr. Andrew Madigan Brad Dryborough - Eugene Braxton                                                | 1 april 2012  |  |
| Stan is geschokt als hij ontdekt dat iemand de rugzak van Rosie voor zijn voordeur heeft achtergelaten. Hij neemt contact op met Stephen voor zijn vondst, en Stephen neemt de rugzak in ontvangst en onder druk van Stan stemt hij in om politiebescherming voor de familie Larsen te regelen. Hoofdinspecteur Oakes geeft Stephen duidelijke instructies over wat hij met de rugzak moet doen, maar hij vertrouwt de bedoelingen van Oakes niet helemaal en maakt zijn eigen plannen met de rugzak. Ondertussen probeert Stephen wanhopig in contact te komen met Sarah, die hem stelselmatig negeert. Sarah krijgt belangrijke informatie van Gwen, die ook de huissleutel aan haar geeft van appartement van Darren. Daar vindt Sarah informatie dat duidelijkheid geeft wat hij in de nacht dat Rosie vermoord werd aan het doen was. Darren ontwaakt ondertussen uit zijn coma, en ontdekt dat hij vanaf zijn middel volledig verlamd is. Een gefrustreerde Stan zoekt zijn oude baas Janek op voor zijn persoonlijke jacht op wraak. |            |                     |                   |                              | |               |  |
| 16 | 3          | Numb                | Brad Anderson     | Eliza Clark                  | Alan Dale - senator Eaton Andrew Airlie - dr. Andrew Madigan Tyler Johnston - Alexi Giffords                                                             | 8 april 2012  |  |
| Mitch is op reis om haar gedachten naar Rosie te onderdrukken, maar waar zij ook kijkt ziet zij Rosie. Sarah vervolgd haar onderzoek naar de bewegingen van Rosie in de nacht dat zij vermoord werd nadat zij gezien was in het casino. Zij probeert de identiteit te ontdekken van een man met een vreemde tatoeage. Ondertussen hoort zij van de vondst van de rugzak bij de familie Larsen, en krijgt hem terug van de inmiddels gepensioneerde hoofdinspecteur Oakes. Al snel ontdekt zij dat Stephen, voordat hij hem inleverde, de rugzak omgewisseld heeft met een ander exemplaar. In een schoenenzaak, waar de computerservers staan van de escortservice, breekt brand uit. Camerabeelden vertellen Sarah en Stephen dat net voor de brand een auto aanwezig was, en dat deze in eigendom is van Stan en dat een met de vreemde tatoeage achter het stuur zat. Ondertussen is Darren vastbesloten om zijn campagne voort te zetten. Gwen denkt er serieus over na om Darren te verlaten, en naar Washington D.C. te verhuizen voor een baan in de landelijke politiek. Stan is woedend op Janek als hij ontdekt dat hij een van zijn zonen een cadeau heeft gegeven, dit omdat hij niet wil dat zijn verleden bij zijn kinderen bekend wordt. |            |                     |                   |                              | |               |  |
| 17 | 4          | Ogi Jun             | Phil Abraham      | Jeremy Doner                 | Kacey Rohl - Sterling Fitch Maria Marlow - Monica Krol Martin Cummins - Cory Peterson Richard Harmon - Jasper Ames Tyler Johnston - Alexi Giffords       | 15 april 2012 |  |
| Sarah en Stephen vervolgen hun zoektocht naar de man met de tatoeage, en kunnen hem identificeren als Alexi Giffords. Alexi is een jongeman met een lang strafblad, en verbleef voor tien jaar in pleeggezinnen. Tevens ontdekken zij dat hij vlak bij de familie Larsen woont. Sarah en Stephen houden ondertussen ook Stan in de gaten, en beginnen zich af te vragen of hij een verleden heeft bij de lokale maffia. Stephen vertelt aan Sarah dat hij ervan overtuigd was dat de foto die de arrestatie van Darren veroorzaakte echt was, en dat hij toen verkeerde mensen hierop vertrouwde. In alle drukte van het onderzoek krijgt Sarah nog een tegenslag te verwerken, haar ex-man wil de volledige voogdij aanvragen voor hun zoon Jack. Darren begint met zijn revalidatie, en krijgt bezoek van zijn tegenstander en burgemeester die hem alle steun toezegt in de aankomende verkiezing. |            |                     |                   |                              | |               |  |
| 18 | 5          | Ghosts of the Past  | Ed Bianchi        | Wendy Riss                   | Brendan Sexton III - Belko Royce Tahmoh Penikett - Greg Linden Randal Edwards - Ray Tim Henry - Tad Marek Tasha Simms - Helen Marek                      | 22 april 2012 |  |
| Sarah en Stephen ontdekken dat de vader van Alexi in het verleden vermoord werd door Stan, toen hij het vuile werk voor Janek opknapte. Zij arresteren Alexi maar krijgen dan van hoofdinspecteur Carlson maar acht uur voor de ondervraging. Alexi ontkent ieder betrokkenheid in de moord op Rosie, maar dan realiseert de politie dat Rosie in de problemen zat wanneer zij een voicemail van haar horen met het bericht Ik zag hem weer. Alexi vertelt dan dat Rosie een familiegeheim had ontdekt, namelijk dat Stan niet haar biologische vader is. Mitch is nog steeds verdwenen uit het leven van de familie Larsen, en de ongeruste schoonouders van Stan vragen zich af of Stan de zorg aankan van zijn zonen. Ondertussen raakt Mitch in contact met een tienermeisje, waarin zij veel overeenkomsten ziet met Rosie. Darren besluit ondertussen te stoppen met zijn campagne voor de burgemeesterspost. Aan het eind van een lange dag vindt Sarah haar ex-man in haar motelkamer die op haar wachtte. |            |                     |                   |                              | |               |  |
| 19 | 6          | Openings            | Kevin Bray        | Aaron Zelman                 | Alan Dale - senator Eaton Brian Markinson - Gil Sloane Barclay Hope - Michael Ames Tim Henry - Tad Marek Tasha Simms - Helen Marek                       | 29 april 2012 |  |
| Stan vertelt Sarah dat hij niet weet wie de biologische vader is van Rosie, en dat Mitch meteen bij de geboorte van Rosie hem hiervan op de hoogte stelde. Sarah verzekert Stan dat Alexi niets met de moord op Rosie te maken heeft, maar dit weerhoudt Stan er niet van om hem toch in de gaten te blijven houden. De getrouwde Michael Ames verbreekt ondertussen de relatie tussen hem en Terry. Michael wordt dan een verdachte in het moordonderzoek wanneer Sarah en Stephen vermoeden dat hij de biologische vader van Rosie is. Dan blijkt dat Rosie misschien Michael chanteerde met zijn relatie met Terry, en dit te vertellen aan zijn vrouw. Zij ondervragen dan Michael opnieuw, en ontdekken dan de afzender van de chantagebrieven. Sarah ontdekt dat iemand ingebroken heeft in haar motelkamer, en besluit deze met Jack te verlaten. Ondertussen geeft Darren een interview waar hij terugkomt op zijn beslissing om te stoppen met zijn campagne. Gwen besluit dan terug te keren naar Seattle om Darren hierbij te helpen. Mitch raakt betrokken met een man die zij in een motel ontmoet, en deze ontmoeting eindigt in zijn slaapkamer. |            |                     |                   |                              | |               |  |
| 20 | 7          | Keylela             | Nicole Kassell    | Dan Nowak                    | Kacey Rohl - Sterling Fitch Randal Edwards - Ray Q'orianka Kilcher - dienstmeisje John Emmet Tracy -politieagent Flynn John Murphy - politieagent Miller | 6 mei 2012    |  |
| Sarah en Stephen keren terug naar het casino, waar Stephen binnen en Sarah buiten informatie proberen te krijgen. Stephen ontdekt meerdere ruimtes waar escortmeisjes hun werkzaamheden uit kunnen voeren. Tevens ontdekt hij dat er meerdere ruimtes gesloten zijn voor werkzaamheden. De casinomanager en de lokale politie proberen uit alle macht Sarah en Stephen te stoppen met hun onderzoek. Sarah krijgt ook bezoek van twee medewerkers van de kinderbescherming die klachten hebben ontvangen over haar opvoeding van Jack. Ondertussen vertelt Gwen aan Darren dat zij de steun nodig hebben van de familie Larsen, dit door publiekelijk te laten vertellen dat Darren niets met de moord op Rosie te maken heeft. Eerst weigert Stan hieraan mee te werken, maar komt later hierop terug. Stan ontdekt de geheime relatie tussen Terry en Jasper Ames, en stuurt haar uit zijn huis. |            |                     |                   |                              | |               |  |
| 21 | 8          | Off the Reservation | Veena Sud         | Nathaniel Halpern            | Marin Ireland - Liz Holder Q'orianka Kilcher - Mary Tim Henry - Tad Marek Michael Mando - Vasquez                                                        | 13 mei 2012   |  |
| Sarah moet in gevecht met haar baas Carlson om een zoektocht op te starten voor haar partner Stephen die vermist wordt na hun zoektocht in het casino. Hun onderzoek in het casino was niet toegestaan omdat zij daar geen bevoegdheid hebben. Uiteindelijk wordt toch een zoektocht opgestart en vinden Stephen zwaargewond bij het casino. Sarah heeft dan een ontmoeting met een meisje dat de rugzak van Rosie bij de woning van Larsen heeft gelegd. Zij vertelt aan Sarah wat Rosie in de nacht van haar moord gedaan heeft in het casino. Ondertussen verlaat Darren, vijf dagen voor de verkiezing, het ziekenhuis. Gwen en Jamie vertellen hem dat hij zeven punten achterstaat in de peilingen, en dat hij tegen het publiek eerlijk moet zijn over zijn verblijf in de nacht van de moord. Na het televisieoptreden van Darren en Stan krijgt Stan diverse telefonische tips over de moord op Rosie. Sarah is hierover niet zo positief, en Stan ontdekt al snel dat zij hiermee gelijk heeft. Sarah besluit later, met pijn in haar hart, Jack naar zijn vader te sturen om daar zijn leven op te pakken. |            |                     |                   |                              | |               |  |
| 22 | 9          | Sayonara, Hiawatha  | Phil Abraham      | Nicole Yorkin Dawn Prestwich | Jonathan Cake - David Rainer Nancy Kerr - schoolhoofd Marsha Rosenstein Carrie Ruscheinsky - ms. Herman                                                  | 20 mei 2012   |  |
| Stephen kan geen enkele dossiers meer vinden van de moordzaak op Rosie, en ontdekt dat de gehele zaak overgedragen is aan de federale politie. Stephen doet navraag bij de federale politie en hoort daar dat de dossiers daar nooit aangekomen zijn. Stephen heeft dan wel een vermoeden waar de dossiers wel zijn terechtgekomen. Sarah gaat ondertussen met de sleutel die bij Rosie is gevonden naar het casino om verder onderzoek te plegen. Zij is ervan overtuigd dat Rosie daar iets gezien heeft wat haar fataal werd. Mitch zoekt haar oude vriend David op, die bezoek heeft gehad van Rosie met vragen over haar moeder. Stan heeft zijn handen vol aan zijn zoon Tommy, die op zijn school in een gevecht werd betrokken. Darren heeft een ontmoeting met casinomanager Nicole Jackson voor haar steun in zijn campagne. Maar kan niet aan haar eisen tegemoetkomen, ook als dit zijn verkiezing kan kosten. |            |                     |                   |                              | |               |  |
| 23 | 10         | 72 Hours            | Nicole Kassell    | Eliza Clark                  | Callum Keith Rennie - Rick Felder Ashley Johnson - Amber Ahmed Brandon Jay McLaren - Bennet Ahmed Janet Kidder - dr. Carey Randal Edwards - Ray          | 27 mei 2012   |  |
| Nadat het casinopersoneel verklaren dat Sarah vanaf een balkon wilde springen wordt zij gedwongen opgenomen in een psychiatrisch ziekenhuis. Zij en Stephen kunnen de artsen echter niet overtuigen dat zij ontslagen moet worden omdat zij midden in een belangrijk moordonderzoek zitten. Stephen probeert dan de hulp in te roepen van Reggie om Sarah te helpen, maar moet dan zich wenden naar de ex-verloofde van Sarah voor hulp. Het lukt de ex-verloofde, die ook werkzaam is als psychiater, om Sarah vrij te krijgen. Stephen is ondertussen nog steeds bezig met het moordonderzoek, ondanks de orders van zijn hoofdinspecteur om hiermee te stoppen. Stephen hoort van een politieagent dat een bendelid van Janek, in de nacht van de moord, probeerde in te breken op een bouwterrein. Hij werd echter nooit aangeklaagd omdat de baas van het bouwterrein geen aanklacht indiende. Deze bevindingen wijzen naar een diepgewortelde corruptie in het kantoor van de zittende burgemeester. |            |                     |                   |                              | |               |  |
| 24 | 11         | Bulldog             | Ed Bianchi        | Jeremy Doner                 | Alan Dale - senator Eaton Todd Thomson - FBI-agent Brad Kelly - Joseph Nowak                                                                             | 3 juni 2012   |  |
| Hoewel Sarah net ontslagen is uit het psychiatrisch ziekenhuis weigert zij te stoppen met het moordonderzoek. Zij vraagt aan Gwen of zij aan haar vader kan vragen voor een federaal huiszoekingsbevel voor het casino. Gwen gaat hiermee akkoord en heeft dan een heftige confrontatie met haar vader, maar krijgt uiteindelijk dan toch wat zij wil. Sarah gaat dan samen met de FBI naar het casino waar zij in het begin niets verdachts vinden. Maar Sarah weet waar zij moet zoeken, en vindt dan een sleutelkaart die zij daar eerder had gezien. Zij vermoedt dat deze sleutelkaart behoort aan het kantoor van de burgemeester, maar tot haar grote verbazing behoort deze aan een ander kantoor. Ondertussen krijgt Stan orders van Janek om Joseph Nowak te vermoorden. Stan weigert dit eerst, maar Janek weet dan een manier om Stan toch over te halen. Stan zoekt dan Joseph op, en in plaats hem te vermoorden dwingt hij hem de stad te verlaten. Stan verwacht nu wraak van Janek, maar is verrast als hij hoort dat Janek door een onbekende is vermoord. Wanneer Stan weer in zijn huis arriveert wacht hem een verrassing, zijn verdwenen vrouw Mitch is weer teruggekeerd. Vlak voor de verkiezingen biecht Darren voor televisie op wat hij de nacht van de moord aan het doen was, hij wilde toen zelfmoord plegen uit verdriet voor zijn overleden vrouw. |            |                     |                   |                              | |               |  |
| 25 | 12         | Donnie or Marie     | Keith Gordon      | Aaron Zelman Wendy Riss      | Lee Garlington - Ruth Yitanes Sachin Sahel - Ravi Kinberg Jean-Edouard De Marenches - Charles                                                            | 10 juni 2012  |  |
| De verkiezingsdag is aangebroken en Sarah en Stephen hebben ontdekt waar de sleutelkaart toegang geeft, het betreft het kantoor van Darren. Om hun arrestatie te vermijden, dit omdat zij door de politie worden achtervolgd in opdracht van de burgemeester, maken zij een afspraak met de burgemeester. De afspraak houdt in dat Sarah en Stephen zullen zwijgen over de bewerkte foto, dat de arrestatie van Darren veroorzaakte, die in opdracht van de burgemeester is gemaakt, en dat zij hun onderzoek kunnen voortzetten. Hierna hebben zij al snel twee verdachten op het oog, en beelden van de beveiligingscamera geven hun dan hierover zekerheid. Ondertussen is Mitch teruggekeerd bij haar gezin, en heeft moeite zich weer aan te passen. Zij ontdekt dat Stan voor de moord op Rosie een huis voor zijn gezin had gekocht. Hij ziet de kans om een nieuwe start te maken met zijn gezin in het nieuwe huis, maar Mitch ziet dit als verraad tegenover Rosie. |            |                     |                   |                              | |               |  |
| 26 | 13         | What I Know         | Patty Jenkins     | Veena Sud Dan Nowak          | Marcel Maillard - man Bruce Ramsay - Peter Spelman Chris Nowland - Ron                                                                                   | 17 juni 2012  |  |
| Met de bewijzen van de camerabeelden uit het casino kunnen Sarah en Stephen hun belangrijkste verdachte gaan arresteren. Dit leidt tot een confrontatie, een bekentenis en de dood van hun verdachte. Sarah is echter nog niet tevreden over de uitkomst, dit omdat er nog onbeantwoorde vragen zijn over de moord op Rosie. Een van deze vragen is wie Michael Ames oppikte in de vroege uren op de dag dat Rosie werd vermoord. Ondertussen maakt de familie Larsen zich op voor de verhuizing naar het nieuwe huis. Terwijl zij druk aan het pakken zijn krijgen zij bezoek van Sarah en Stephen die hen het nieuws vertellen over de moordenaar van hun dochter. Sarah doet dan een schokkende ontdekking over de betrokkenheid door een familielid van de familie Larsen van de moord op Rosie. |            |                     |                   |                              | |               |  |